# Medicosma fareana
Medicosma fareana är en vinruteväxtart som först beskrevs av Ferdinand von Mueller, och fick sitt nu gällande namn av Thomas Gordon Hartley. Medicosma fareana ingår i släktet Medicosma och familjen vinruteväxter. Inga underarter finns listade i Catalogue of Life.